# Józef Górniewicz
Józef Henryk Górniewicz (ur. 7 stycznia 1956 w Tucholi) – polski pedagog, prof. dr hab., drugi rektor Uniwersytetu Warmińsko-Mazurskiego w Olsztynie (od 1 września 2008 do 31 sierpnia 2012). Autor ponad 200 prac naukowych z dziedziny pedagogiki.

## Życiorys
Studia z zakresu pedagogiki kulturalno–oświatowej ukończył w 1981 na Wydziale Humanistycznym Uniwersytetu Mikołaja Kopernika w Toruniu. Tam też rozpoczął pracę na stanowisku asystenta-stażysty. W latach 1982–1983 odbywał zasadniczą służbę wojskową, a następnie wrócił do pracy w UMK.
W 1987 r. obronił doktorat (UMK), a w styczniu 1994 uzyskał habilitację na Wydziale Studiów Edukacyjnych Uniwersytetu im. Adama Mickiewicza w Poznaniu rozprawą Pedagogiczna problematyka wyobraźni i samorealizacji (cykl prac z tego zakresu). W styczniu 2001 r. otrzymał tytuł profesora nauk humanistycznych o specjalności pedagogika ogólna, studia nad szkolnictwem wyższym, teorie wychowania.
Ojciec piosenkarki Julii Marcell.

## Kariera
- 1988–1991 – kierownik Zakładu Teorii Wychowania Uniwersytetu Mikołaja Kopernika w Toruniu
- 1995–1999 – kierownik Zakładu Teorii Wychowania Wyższej Szkoły Pedagogicznej w Olsztynie
- 1996–1999 – prorektor WSP w Olsztynie
- od 1999 członek Uniwersyteckiej Komisji Akredytacyjnej (w kadencji 2002–2005 jej wiceprzewodniczący)
- od 2000 kierownik Katedry UNESCO UWM
- 2000–2008 – prorektor UWM w Olsztynie ds. kształcenia
- 2000–2005 – członek Komisji Akredytacyjnej Uczelni Technicznych
- 2000–2005 – członek Komisji Akredytacyjnej Uczelni Rolniczych
- 2001–2007 – kierownik Katedry Pedagogiki Ogólnej UWM
- 2002–2005 – członek Zespołu Bolońskiego przy Prezydium KRASP
- 2008–2012 – rektor UWM w Olsztynie
- od 2008 kierownik Katedry Pedagogiki Kultury UWM

## Zainteresowania naukowe
Zagadnienia związane z wychowaniem moralnym (głównie z wychowaniem przez sztukę oraz rozwijaniem wyobraźni) oraz kształtowaniem stosunku młodzieży do spraw tolerancji religijnej i etnicznej.